# Ліан Кертіс
Ліан Александра Кертіс (англ. Liane Curtis; 11 липня 1965) — американська акторка.

## Життєпис
Народилася 11 липня 1965 року в Нью-Йорку. Батьки: Джек Кертіс і Полетт Рубінштейн. Навчалася в школі «Рудольфа Штайнера» в Нью-Йорку.
На телебаченні дебютувала у пілотній серії «Вулиці Сезам» у 1969 році. 
Усе дитинство працювала над дубляжем іноземних фільмів англійською. 
У кіно дебютувала у фільмі Джона Сейлза «Крихітко, це ти» (1983).
21 березня 1999 року одружилася з Тімоті Джей Макензі. У шлюбі народила трьох дітей.

## Вибіркова фільмографія
- 1983 — Крихітко, це ти / Baby It's You
- 1984 — Брат з іншої планети / The Brother from Another Planet
- 1988 — Зубастики 2: Основна страва / Critters 2: The Main Course
- 1993 — Бенні і Джун / Benny & Joon